# 胥童
胥童（？—前573年），姬姓，胥氏，名童。晋厉公的宠臣，晋国公族胥氏之后，胥克之子。

## 生平
胥童为晋厉公宠臣，因郤缺废胥克，使胥氏家族衰败，因此深恨郤氏。鄢陵之战后，晋厉公想趁机肃清朝中侈卿势力，重用公族势力，便派胥童率兵八百斩杀三郤（郤锜、郤至、郤犨）。胥童趁机将栾书、荀偃劫持，准备一并杀掉，但二人得到了晋厉公的赦免，胥童因诛杀三郤之功被封为卿。前573年閏月乙卯，荀偃和栾书趁晋厉公出游于匠丽氏时发动政变，杀胥童，将晋厉公囚禁六日后杀死，迎立公孙周继位，为晋悼公。